# 1re série 1952/53
Die Saison 1952/53 war die 31. Spielzeit der 1re série, der höchsten französischen Eishockeyspielklasse. Meister wurde zum ersten Mal in der Vereinsgeschichte überhaupt der Paris Université Club.

## Finalturnier
|    | Klub                       | Sp | S | U | N | T  | GT | Punkte |
| -- | -------------------------- | -- | - | - | - | -- | -- | ------ |
| 1. | Paris Université Club      | 3  | 2 | 1 | 0 | 21 | 10 | 5      |
| 2. | Chamonix Hockey Club       | 3  | 2 | 1 | 0 | 11 | 4  | 5      |
| 3. | Diables Rouges de Briançon | 3  | 1 | 0 | 2 | 17 | 12 | 2      |
| 4. | CO Billancourt             | 3  | 0 | 0 | 3 | 9  | 32 | 0      |

Sp = Spiele, S = Siege, U = Unentschieden, N = Niederlagen